# Parafia św. Cyryla i Metodego w Bielsku-Białej
Parafia greckokatolicka p.w. świętych Cyryla i Metodego w Bielsku-Białej – parafia greckokatolicka w Bielsku-Białej, w dekanacie krakowsko-gorlickim archieparchii przemysko-warszawskiej.

## Historia
Pierwsze posługi w obrządku bizantyjsko-ukraińskim na terenie Bielska-Białej prowadzone były sporadycznie w kościele sióstr redemptorystek w dzielnicy Stare Bielsko przez duchownych z parafii Zaśnięcia Przenajświętszej Bogurodzicy w Katowicach. Możliwość odprawiania regularnych nabożeństw greckokatolickich na terenie miasta uzyskano w listopadzie 2018, co stało się dzięki porozumieniu archieparchii przemysko-warszawskiej z rzymskokatolicką diecezją bielsko-żywiecką. Wiernym kościoła greckokatolickiego, którzy składali się głównie z emigrantów pochodzących z Ukrainy, udostępniona została kaplica w podziemiach rzymskokatolickiego kościoła Chrystusa Króla, zlokalizowanego w dzielnicy Leszczyny.
Pierwsze greckokatolickie nabożeństwo w powstałym ośrodku duszpasterskim miało miejsce 18 listopada 2018 i poprowadził je ks. Adrian Łychacz, wikariusz parafii Podwyższenia Krzyża Świętego w Krakowie. Kolejne odbywały się następnie w każdą niedzielę. Ośrodek obsługiwany był przez kapłanów dojeżdżających z parafii w Krakowie. Funkcję jego administratora pełnił ks. Dmytro Fedluk. W czerwcu 2023 w nabożeństwach brało udział każdorazowo po około 100 wiernych, w większości były to osoby pochodzące z zachodniej i centralnej części Ukrainy.
Na bazie ośrodka duszpasterskiego, 1 sierpnia 2023 została powołana samodzielna parafia św. Cyryla i Metodego w Bielsku-Białej. 20 sierpnia 2023 miała miejsce uroczystość wprowadzenia w urząd jej proboszcza, którym został ks. Dmytro Fedluk, dotychczas pełniący stanowisko administratora ośrodka.
1 grudnia 2023 został powołany podległy parafii ośrodek duszpasterski w Żywcu, którego rektorem został jej proboszcz, ks. Dmytro Fedluk. 3 grudnia 2023 zainaugurowano sprawowanie coniedzielnych liturgii w placówce, odbywających się w rzymskokatolickim kościele św. Marka, a od 23 lutego 2025 ich prowadzenie zostało przeniesione do kościoła Przemienienia Pańskiego.
Od 6 kwietnia 2025 rozpoczęto prowadzenie liturgii w nowo powstałym ośrodku duszpasterskim w Oświęcimiu. Mają one miejsce w dolnej kaplicy Matki Bożej Fatimskiej zlokalizowanej w budynku kościoła św. Maksymiliana Męczennika.